# Bosta (Hungria)
Bosta é uma vila da Hungria, situada no condado de Baranya. Tem 5,95 km² de área e sua população em 2019 foi estimada em 128 habitantes.